# 하이비젼시스템
하이비젼시스템(HyVISION System.Inc)은 스마트폰 등에 들어가는 초소형 카메라 모듈의 생산 및 시험검사 시스템의 개발을 주 사업으로 영위하고 있다.

## 상장
2010년에 설립된 이트레이드1호SPAC을 통해 2012년 2월14일에 코스닥에 상장하였다.

## 사업
세계적 수준의 영상처리, 비전검사, 로봇정밀제어 기술을 보유하고 있어 영상처리를 요구하는 다양한 테스트,검사 시장에 진출하고 있는데 2008년부터 도래된 스마트폰 시장으로 인해 사업 호황을 맞이하게 되었다.
대한민국 내수시장에서는 카메라 모듈 부문의 최대 업체인 LG이노텍, 삼성전자 등에 납품하며, 해외시장에서는 Sharp, SONY, Cowell, Primax, Oflim, Foxconn 등 세계적인 카메라모듈 생산업체 대부분에 납품하고 있다.

## 매출 구성
매출구성은 CCM(Compact Camera Module) 자동 검사장비 62.5%, 영상평가장치 및 기타 37.5% 등으로 이루어진다(2015년도 기준).
2017년 이후에는 안면인식 기능 등에 필요한 3D 센싱 관련 기술 등을 통해 스마트폰에 들어가는 smart component까지 사업을 확장하였다.
높은 비중의 연구개발비 투자를 통해 확보한 기술력을 바탕으로, 시장점유율이 높고, 사업 및 재무구조가 안정적인 편이다.
2013년부터는 보유한 기술력을 응용한 새로운 사업영역으로 3D프린터 분야에 진출하여 다수의 FDM 방식, DLP방식의 3D프린터를 시장에 출시하였다.
2017년에는 3D프린팅 토탈 솔루션을 제공하는 자회사 '큐비콘(Cubicon)'을 설립하였다.

2018년 매출액(IFRS연결)은 1,891억원이었다.

## 주요수상내역
2018.12 1억불 수출의 탑.
2015.12 삼천만불 수출의 탑.
2014.12 이천만불 수출의 탑.
2013.06 코스닥대상 최우수경영상.
2012.12 천만불 수출의 탑.
2011.11 삼백만불 수출의 탑.
2009.11 백만불 수출의 탑.

## 같이 보기
- 고영
- 하나기술
- 뷰웍스
- 코윈테크
- 펨트론
- 과학기술 관련 테마주
- 하이비젼시스템 공식 홈페이지

## 참고 문헌
1. ↑  하이비젼시스템 "韓 3D 프린터 한 축 담당할 것", 하이비젼시스템 홈페이지, Jul 7, 2014